# Guibourtia coleosperma
Genre
Guibourtia coleosperma est une espèce de plantes à fleurs dicotylédones de la famille des Fabaceae. C'est un arbre originaire d'Afrique.
Les proguibourtinidines sont un type de tanins condensés qui peuvent être trouvés dans Guibourtia coleosperma.

## Référence biologique
- (en) IPNI : Guibourtia coleosperma (Benth.) J.Léonard, 1949  (consulté le 21 février 2021)